# Alberto Colombo
Alberto Colombo   (Varedo, 23 de febrer de 1946 - Monza, 7 de gener de 2024) va ser un pilot de curses automobilístiques italià que va arribar a disputar curses de Fórmula 1.

## A la F1
Alberto Colombo va debutar a la sisena cursa de la temporada 1978 (la 29a temporada de la història) del campionat del món de la Fórmula 1, disputant el 21 de maig del 1978 el G.P. de Bèlgica al circuit de Zolder.
Va participar en un total de tres curses puntuables pel campionat de la F1, no aconseguint classificar-se per disputar cap cursa, i no assolint cap punt pel campionat del món de pilots.

## Resultats a la Fórmula 1
| Any  | Equip           | Xassís   | Motor    | 1   | 2   | 3   | 4     | 5   | 6       | 7       | 8   | 9   | 10  | 11  | 12  | 13  | 14      | 15  | 16  | Posició | Punts |
| ---- | --------------- | -------- | -------- | --- | --- | --- | ----- | --- | ------- | ------- | --- | --- | --- | --- | --- | --- | ------- | --- | --- | ------- | ----- |
| 1978 | ATS Racing Team | ATS      | Cosworth | ARG | BRA | SUD | O.USA | MON | BEL NVQ | ESP NVQ | SUE | FRA | GBR | ALE | AUT | HOL |         |     |     | -       | 0     |
| 1978 | Team Merzario   | Merzario | Cosworth |     |     |     |       |     |         |         |     |     |     |     |     |     | ITA NVQ | USA | CAN | -       | 0     |

## Resum
| Curses: | Victòries: | Pòdiums: | Poles: | Voltes ràpides: | Punts: |
| ------- | ---------- | -------- | ------ | --------------- | ------ |
| 3 (0)   | 0          | 0        | 0      | 0               | 0      |